# Línea 531A (Interurbanos Madrid)
La línea 531A de la red de autobuses interurbanos de Madrid une el Hospital Rey Juan Carlos de Móstoles con Navalcarnero, Sevilla la Nueva, Villanueva de Perales y Villamantilla.

## Características
Esta línea une a los habitantes de los municipios de Villamantilla, Villanueva de Perales, Sevilla la Nueva y Navalcarnero con la Estación de Móstoles y con el Hospital Rey Juan Carlos de Móstoles. El recorrido dura una hora aproximadamente entre cabeceras.
La línea no mantiene los mismos horarios todo el año, desde el 1 al 31 de agosto se reducen el número de expediciones los días laborables entre semana (sábados laborables, domingos y festivos tienen los mismos horarios todo el año), además de los días excepcionales vísperas de festivo y festivos de Navidad en los que los horarios también cambian y se reducen.
Está operada por la empresa Arriva Madrid mediante la concesión administrativa VCM-501 - Madrid – Batres (Viajeros Comunidad de Madrid) del Consorcio Regional de Transportes de Madrid.

## Horarios
Los horarios que no sean cabecera son aproximados.

### 1 septiembre - 31 julio
| Lunes a viernes laborables               |                                          |                                          |                                          |                                          |                                          |                                          |                                          |                                          |                                          |                                          |                                          |
| Hospital Rey Juan Carlos > Villamantilla | Hospital Rey Juan Carlos > Villamantilla | Hospital Rey Juan Carlos > Villamantilla | Hospital Rey Juan Carlos > Villamantilla | Hospital Rey Juan Carlos > Villamantilla | Hospital Rey Juan Carlos > Villamantilla | Villamantilla > Hospital Rey Juan Carlos | Villamantilla > Hospital Rey Juan Carlos | Villamantilla > Hospital Rey Juan Carlos | Villamantilla > Hospital Rey Juan Carlos | Villamantilla > Hospital Rey Juan Carlos | Villamantilla > Hospital Rey Juan Carlos |
| Hosp. Rey Juan Carlos                    | Móstoles (FF.CC.)                        | Navalcarnero                             | Sevilla la Nueva                         | Villanueva de Perales                    | Villamantilla                            | Villamantilla                            | Villanueva de Perales                    | Sevilla la Nueva                         | Navalcarnero                             | Móstoles (FF.CC.)                        | Hosp. Rey Juan Carlos                    |
| 06:30                                    | 06:40                                    | 07:05                                    | 07:15                                    | 07:25                                    | 07:30                                    | 05:45                                    | 05:50                                    | 06:00                                    | 06:10                                    | 06:35                                    | 06:50                                    |
| 07:30                                    | 07:40                                    | 08:05                                    | 08:15                                    | 08:25                                    | 08:30                                    | 06:15                                    | 06:20                                    | 06:30                                    | 06:40                                    | 07:05                                    | 07:20                                    |
| 08:30                                    | 08:40                                    | 09:05                                    | 09:15                                    | 09:25                                    | 09:30                                    | 06:45                                    | 06:50                                    | 07:00                                    | 07:10                                    | 07:35                                    | 07:50                                    |
| 09:00                                    | 09:10                                    | 09:35                                    | 09:45                                    | 09:55                                    | 10:00                                    | 07:45                                    | 07:50                                    | 08:00                                    | 08:10                                    | 08:35                                    | 08:50                                    |
| 09:30                                    | 09:40                                    | 10:05                                    | 10:15                                    | 10:25                                    | 10:30                                    | 08:45                                    | 08:50                                    | 09:00                                    | 09:10                                    | 09:35                                    | 09:50                                    |
| 10:30                                    | 10:40                                    | 11:05                                    | 11:15                                    | 11:25                                    | 11:30                                    | 09:45                                    | 09:50                                    | 10:00                                    | 10:10                                    | 10:35                                    | 10:50                                    |
| 11:30                                    | 11:40                                    | 12:05                                    | 12:15                                    | 12:25                                    | 12:30                                    | 10:15                                    | 10:20                                    | 10:30                                    | 10:40                                    | 11:05                                    | 11:20                                    |
| 12:30                                    | 12:40                                    | 13:05                                    | 13:15                                    | 13:25                                    | 13:30                                    | 10:45                                    | 10:50                                    | 11:00                                    | 11:10                                    | 11:35                                    | 11:50                                    |
| 13:00                                    | 13:10                                    | 13:35                                    | 13:45                                    | 13:55                                    | 14:00                                    | 11:45                                    | 11:50                                    | 12:00                                    | 12:10                                    | 12:35                                    | 12:50                                    |
| 13:40                                    | 13:50                                    | 14:15                                    | 14:25                                    | 14:35                                    | 14:40                                    | 12:45                                    | 12:50                                    | 13:00                                    | 13:10                                    | 13:35                                    | 13:50                                    |
| 14:30                                    | 14:40                                    | 15:05                                    | 15:15                                    | 15:25                                    | 15:30                                    | 13:45                                    | 13:50                                    | 14:00                                    | 14:10                                    | 14:35                                    | 14:50                                    |
| 15:00                                    | 15:10                                    | 15:35                                    | 15:45                                    | 15:55                                    | 16:00                                    | 14:15                                    | 14:20                                    | 14:30                                    | 14:40                                    | 15:05                                    | 15:20                                    |
| 15:30                                    | 15:40                                    | 16:05                                    | 16:15                                    | 16:25                                    | 16:30                                    | 14:45                                    | 14:50                                    | 15:00                                    | 15:10                                    | 15:35                                    | 15:50                                    |
| 16:30                                    | 16:40                                    | 17:05                                    | 17:15                                    | 17:25                                    | 17:30                                    | 15:45                                    | 15:50                                    | 16:00                                    | 16:10                                    | 16:35                                    | 16:50                                    |
| 17:30                                    | 17:40                                    | 18:05                                    | 18:15                                    | 18:25                                    | 18:30                                    | 16:15                                    | 16:20                                    | 16:30                                    | 16:40                                    | 17:05                                    | 17:20                                    |
| 18:30                                    | 18:40                                    | 19:05                                    | 19:15                                    | 19:25                                    | 19:30                                    | 16:45                                    | 16:50                                    | 17:00                                    | 17:10                                    | 17:35                                    | 17:50                                    |
| 19:00                                    | 19:10                                    | 19:35                                    | 19:45                                    | 19:55                                    | 20:00                                    | 17:45                                    | 17:50                                    | 18:00                                    | 18:10                                    | 18:35                                    | 18:50                                    |
| 19:30                                    | 19:40                                    | 20:05                                    | 20:15                                    | 20:25                                    | 20:30                                    | 18:45                                    | 18:50                                    | 19:00                                    | 19:10                                    | 19:35                                    | 19:50                                    |
| 20:30                                    | 20:40                                    | 21:05                                    | 21:15                                    | 21:25                                    | 21:30                                    | 19:45                                    | 19:50                                    | 20:00                                    | 20:10                                    | 20:35                                    | 20:50                                    |
| 21:00                                    | 21:10                                    | 21:35                                    | 21:45                                    | 21:55                                    | 22:00                                    | 20:15                                    | 20:20                                    | 20:30                                    | 20:40                                    | 21:05                                    | 21:20                                    |
| 21:30                                    | 21:40                                    | 22:05                                    | 22:15                                    | 22:25                                    | 22:30                                    | 20:45                                    | 20:50                                    | 21:00                                    | 21:10                                    | 21:35                                    | 21:50                                    |
| 23:00                                    | 23:10                                    | 23:35                                    | 23:45                                    | 23:55                                    | 00:00                                    | 22:15                                    | 22:20                                    | 22:30                                    | 22:40                                    | 23:05                                    | 23:20                                    |
| 23:45                                    | 23:55                                    | 00:20                                    | 00:30                                    | 00:40                                    | 00:45                                    | 23:00                                    | 23:05                                    | 23:15                                    | 23:25                                    | 23:50                                    | 00:05                                    |
| Sábados laborables, domingos y festivos  |                                          |                                          |                                          |                                          |                                          |                                          |                                          |                                          |                                          |                                          |                                          |
| Hospital Rey Juan Carlos > Villamantilla | Hospital Rey Juan Carlos > Villamantilla | Hospital Rey Juan Carlos > Villamantilla | Hospital Rey Juan Carlos > Villamantilla | Hospital Rey Juan Carlos > Villamantilla | Hospital Rey Juan Carlos > Villamantilla | Villamantilla > Hospital Rey Juan Carlos | Villamantilla > Hospital Rey Juan Carlos | Villamantilla > Hospital Rey Juan Carlos | Villamantilla > Hospital Rey Juan Carlos | Villamantilla > Hospital Rey Juan Carlos | Villamantilla > Hospital Rey Juan Carlos |
| Hosp. Rey Juan Carlos                    | Móstoles (FF.CC.)                        | Navalcarnero                             | Sevilla la Nueva                         | Villanueva de Perales                    | Villamantilla                            | Villamantilla                            | Villanueva de Perales                    | Sevilla la Nueva                         | Navalcarnero                             | Móstoles (FF.CC.)                        | Hosp. Rey Juan Carlos                    |
| 06:30                                    | 06:40                                    | 07:05                                    | 07:15                                    | 07:25                                    | 07:30                                    | 06:00                                    | 06:05                                    | 06:15                                    | 06:25                                    | 06:50                                    | 07:05                                    |
| 07:30                                    | 07:40                                    | 08:05                                    | 08:15                                    | 08:25                                    | 08:30                                    | 08:00                                    | 08:05                                    | 08:15                                    | 08:25                                    | 08:50                                    | 09:05                                    |
| 10:30                                    | 10:40                                    | 11:05                                    | 11:15                                    | 11:25                                    | 11:30                                    | 09:00                                    | 09:05                                    | 09:15                                    | 09:25                                    | 09:50                                    | 10:05                                    |
| 11:30                                    | 11:40                                    | 12:05                                    | 12:15                                    | 12:25                                    | 12:30                                    | 12:00                                    | 12:05                                    | 12:15                                    | 12:25                                    | 12:50                                    | 13:05                                    |
| 14:30                                    | 14:40                                    | 15:05                                    | 15:15                                    | 15:25                                    | 15:30                                    | 13:00                                    | 13:05                                    | 13:15                                    | 13:25                                    | 13:50                                    | 14:05                                    |
| 15:30                                    | 15:40                                    | 16:05                                    | 16:15                                    | 16:25                                    | 16:30                                    | 16:00                                    | 16:05                                    | 16:15                                    | 16:25                                    | 16:50                                    | 17:05                                    |
| 18:30                                    | 18:40                                    | 19:05                                    | 19:15                                    | 19:25                                    | 19:30                                    | 17:00                                    | 17:05                                    | 17:15                                    | 17:25                                    | 17:50                                    | 18:05                                    |
| 19:30                                    | 19:40                                    | 20:05                                    | 20:15                                    | 20:25                                    | 20:30                                    | 20:00                                    | 20:05                                    | 20:15                                    | 20:25                                    | 20:50                                    | 21:05                                    |
| 22:30                                    | 22:40                                    | 23:05                                    | 23:15                                    | 23:25                                    | 23:30                                    | 21:00                                    | 21:05                                    | 21:15                                    | 21:25                                    | 21:50                                    | 22:05                                    |
| 23:30                                    | 23:40                                    | 00:05                                    | 00:15                                    | 00:25                                    | 00:30                                    |                                          |                                          |                                          |                                          |                                          |                                          |

### 1 - 31 agosto
| Todos los días                           |                                          |                                          |                                          |                                          |                                          |                                          |                                          |                                          |                                          |                                          |                                          |
| Hospital Rey Juan Carlos > Villamantilla | Hospital Rey Juan Carlos > Villamantilla | Hospital Rey Juan Carlos > Villamantilla | Hospital Rey Juan Carlos > Villamantilla | Hospital Rey Juan Carlos > Villamantilla | Hospital Rey Juan Carlos > Villamantilla | Villamantilla > Hospital Rey Juan Carlos | Villamantilla > Hospital Rey Juan Carlos | Villamantilla > Hospital Rey Juan Carlos | Villamantilla > Hospital Rey Juan Carlos | Villamantilla > Hospital Rey Juan Carlos | Villamantilla > Hospital Rey Juan Carlos |
| Hosp. Rey Juan Carlos                    | Móstoles (FF.CC.)                        | Navalcarnero                             | Sevilla la Nueva                         | Villanueva de Perales                    | Villamantilla                            | Villamantilla                            | Villanueva de Perales                    | Sevilla la Nueva                         | Navalcarnero                             | Móstoles (FF.CC.)                        | Hosp. Rey Juan Carlos                    |
| 06:30                                    | 06:40                                    | 07:05                                    | 07:15                                    | 07:25                                    | 07:30                                    | 06:00                                    | 06:05                                    | 06:15                                    | 06:25                                    | 06:50                                    | 07:05                                    |
| 07:30                                    | 07:40                                    | 08:05                                    | 08:15                                    | 08:25                                    | 08:30                                    | 08:00                                    | 08:05                                    | 08:15                                    | 08:25                                    | 08:50                                    | 09:05                                    |
| 10:30                                    | 10:40                                    | 11:05                                    | 11:15                                    | 11:25                                    | 11:30                                    | 09:00                                    | 09:05                                    | 09:15                                    | 09:25                                    | 09:50                                    | 10:05                                    |
| 11:30                                    | 11:40                                    | 12:05                                    | 12:15                                    | 12:25                                    | 12:30                                    | 12:00                                    | 12:05                                    | 12:15                                    | 12:25                                    | 12:50                                    | 13:05                                    |
| 14:30                                    | 14:40                                    | 15:05                                    | 15:15                                    | 15:25                                    | 15:30                                    | 13:00                                    | 13:05                                    | 13:15                                    | 13:25                                    | 13:50                                    | 14:05                                    |
| 15:30                                    | 15:40                                    | 16:05                                    | 16:15                                    | 16:25                                    | 16:30                                    | 16:00                                    | 16:05                                    | 16:15                                    | 16:25                                    | 16:50                                    | 17:05                                    |
| 18:30                                    | 18:40                                    | 19:05                                    | 19:15                                    | 19:25                                    | 19:30                                    | 17:00                                    | 17:05                                    | 17:15                                    | 17:25                                    | 17:50                                    | 18:05                                    |
| 19:30                                    | 19:40                                    | 20:05                                    | 20:15                                    | 20:25                                    | 20:30                                    | 20:00                                    | 20:05                                    | 20:15                                    | 20:25                                    | 20:50                                    | 21:05                                    |
| 22:30                                    | 22:40                                    | 23:05                                    | 23:15                                    | 23:25                                    | 23:30                                    | 21:00                                    | 21:05                                    | 21:15                                    | 21:25                                    | 21:50                                    | 22:05                                    |
| 23:30                                    | 23:40                                    | 00:05                                    | 00:15                                    | 00:25                                    | 00:30                                    |                                          |                                          |                                          |                                          |                                          |                                          |

1. 1 2 3 4  Pasa por el Centro de Especialidades (Navalcarnero).
2. 1 2  Sólo viernes laborables.

## Recorrido y paradas

### Sentido Navalcarnero - Villamantilla
| Código | Parada                                             | Común con                                             | Conexión con Metro y Cercanías | Municipio             | Zona |
| --- | -------------------------------------------------- | ----------------------------------------------------- | ------------------------------ | --------------------- | ---- |
| 18853 | Hospital Rey Juan Carlos                           | 529 529A 529H 531 551 4                               |                                | Móstoles              |      |
| 21171 | Orquídea - Gladiolo                                | 529 529A 529H 531 4                                   |                                | Móstoles              |      |
| 11885 | Margarita - Crisantemo                             | 521 523 529 529A 531 4                                |                                | Móstoles              |      |
| 11266 | Av. Alcalde de Móstoles - Pintor Velázquez         | 521 523 529 529A 529H 531 4                           |                                | Móstoles              |      |
| 09702 | Av. Alcalde de Móstoles - Bécquer                  | 521 523 526 529 529A 529H 531                         |                                | Móstoles              |      |
| 08987 | Av. Portugal - Severo Ochoa                        | 520 521 526 529 529A 529H 531 1 4                     |                                | Móstoles              |      |
| 17099 | Av. Portugal - Est. Móstoles Central               | 529 529A 529H 531 535                                 | Móstoles Central               | Móstoles              |      |
| 08622 | Av. Portugal - Parque Finca Liana                  | 498 498A 499 519 529 529A 529H 531                    |                                | Móstoles              |      |
| 16540 | Av. Portugal - Benito Pérez Galdós                 | 498 498A 499 519 529 529A 529H 531                    |                                | Móstoles              |      |
| 08988 | Av. Portugal - Av. Dos de Mayo                     | 498 498A 499 524 526 529 529A 529H 531 535 5          |                                | Móstoles              |      |
| 19082 | Av. Portugal - Río Jalón                           | 524 529 529A 529H 531 5                               |                                | Móstoles              |      |
| 12336 | Av. Portugal - Restaurante                         | 529 529A 529H 531 5                                   |                                | Móstoles              |      |
| 08974 | Av. Portugal - Pol. Ind. Las Monjas                | 529 529A 529H 531 535 5                               |                                | Móstoles              |      |
| 08976 | Av. Portugal - Concesionario                       | 498 498A 499 529 529A 529H 531 535 5                  |                                | Móstoles              |      |
| 08638 | Ctra. A-5 - C.C. Madrid Xanadú                     | 528 529 529A 529H 531 535 538 539 541 545 546 547 548 |                                | Móstoles              |      |
| 08953 | Dehesa Mari Martín - Pol. Ind. Alparrache I        | 528 529 529A 531 539                                  |                                | Navalcarnero          |      |
| 08949 | Trillo - Charcones                                 | 528 531 1                                             |                                | Navalcarnero          |      |
| 08951 | Camino Casarrubios - P.º Alparrache                | 528 531 1                                             |                                | Navalcarnero          |      |
| 11683 | Ronda de San Juan - Río Tajo                       | 528 529H 531 535 538 1                                |                                | Navalcarnero          |      |
| Las expediciones con paso por el centro de especialidades de Navalcarnero realizan las siguientes paradas: |                                                    |                                                       |                                |                       |      |
| 08965 | Ronda de San Juan - P.º de la Estación             | 528 529H 535 1                                        |                                | Navalcarnero          |      |
| 08964 | Buenavista - Pijorro                               | 528 529H 530 535 1                                    |                                | Navalcarnero          |      |
| 08957 | Cuesta del Águila - Jacinto González               | 528 529H 535 541 545 546 547 548                      |                                | Navalcarnero          |      |
| 08963 | Buenavista - Ayuntamiento                          | 528 529H 530 535 1                                    |                                | Navalcarnero          |      |
| Paradas del itinerario común                                                                               |                                                    |                                                       |                                |                       |      |
| 11840 | Buenavista - Ronda San Juan                        | 530 531 538                                           |                                | Navalcarnero          |      |
| 18437 | Arcángel Gabriel - Av. Ermita San Juan             | 531 538 1                                             |                                | Navalcarnero          |      |
| 20193 | Av. Mari Martín - Arcángel Gabriel                 | 531                                                   |                                | Navalcarnero          |      |
| 11841 | Ctra. M-600 - Cementerio                           | 530 531                                               |                                | Navalcarnero          |      |
| 09841 | Ctra. M-523 - Urb. El Hórreo                       | 530 531 532                                           |                                | Sevilla la Nueva      |      |
| 09843 | General Asensio - Quevedo                          | 530 531 532                                           |                                | Sevilla la Nueva      |      |
| 17061 | Ctra. M-523 - Cruz de la Sangre                    |                                                       |                                | Sevilla la Nueva      |      |
| 18222 | Paso de la Estrella - Cuerda del Sol               |                                                       |                                | Sevilla la Nueva      |      |
| 09846 | Paso de Diana - Urb. Los Cortijos                  |                                                       |                                | Sevilla la Nueva      |      |
| 17714 | Av. Rafaela de Arocena - P.º Enrique Tierno Galván |                                                       |                                | Villanueva de Perales |      |
| 09968 | Carretas - Parque                                  |                                                       |                                | Villanueva de Perales |      |
| 17712 | Ctra. M-523 - Hnos. Lorenzo Losada                 |                                                       |                                | Villanueva de Perales |      |
| 17056 | Olivar - Ctra. M-523                               |                                                       |                                | Villamantilla         |      |
| 17057 | Olivar - Polideportivo                             |                                                       |                                | Villamantilla         |      |
| 17059 | Cedros - P.º de Los Chopos                         |                                                       |                                | Villamantilla         |      |

### Sentido Móstoles (Hospital Rey Juan Carlos)
| Código | Parada                                     | Común con                                             | Conexión con Metro y Cercanías | Municipio             | Zona |
| --- | ------------------------------------------ | ----------------------------------------------------- | ------------------------------ | --------------------- | ---- |
| 17059 | Cedros - P.º de Los Chopos                 |                                                       |                                | Villamantilla         |      |
| 17058 | Olivar - Polideportivo                     |                                                       |                                | Villamantilla         |      |
| 17055 | Ctra. M-523 - P.º San Antonio              |                                                       |                                | Villamantilla         |      |
| 17711 | Ctra. M-523 - Julio Álvarez Álvarez        |                                                       |                                | Villanueva de Perales |      |
| 09967 | Carretas - Ayuntamiento                    |                                                       |                                | Villanueva de Perales |      |
| 17713 | Av. Rafaela de Arocena - Ctra. M-523       |                                                       |                                | Villanueva de Perales |      |
| 09847 | Paso de Diana - Urb. Los Cortijos          |                                                       |                                | Sevilla la Nueva      |      |
| 18223 | Paso de la Estrella - Cuerda del Sol       |                                                       |                                | Sevilla la Nueva      |      |
| 17062 | Ctra. M-523 - Dr. García Torres            |                                                       |                                | Sevilla la Nueva      |      |
| 09842 | General Asensio - Almendros                | 530 531 532                                           |                                | Sevilla la Nueva      |      |
| 09841 | Ctra. M-523 - Urb. El Hórreo               | 530 531 532                                           |                                | Sevilla la Nueva      |      |
| 11842 | Ctra. M-600 - Cementerio                   | 530 531                                               |                                | Navalcarnero          |      |
| 20194 | Av. Mari Martín - Arcángel Gabriel         | 531                                                   |                                | Navalcarnero          |      |
| 18438 | Arcángel Gabriel - Av. Ermita San Juan     | 531 538 1                                             |                                | Navalcarnero          |      |
| Las expediciones con paso por el centro de especialidades de Navalcarnero realizan las siguientes paradas: |                                            |                                                       |                                |                       |      |
| 08967 | Buenavista - Canto Pelín                   | 530                                                   |                                | Navalcarnero          |      |
| 08964 | Buenavista - Pijorro                       | 528 529H 530 535 1                                    |                                | Navalcarnero          |      |
| 08957 | Cuesta del Águila - Jacinto González       | 528 529H 535 541 545 546 547 548                      |                                | Navalcarnero          |      |
| 08963 | Buenavista - Ayuntamiento                  | 528 529H 530 535 1                                    |                                | Navalcarnero          |      |
| Paradas del itinerario común                                                                               |                                            |                                                       |                                |                       |      |
| 08966 | Ronda de San Juan - Buenavista             | 528 529H 531 535 538 1                                |                                | Navalcarnero          |      |
| 11684 | Ronda de San Juan - Río Tajo               | 528 529H 531 535 538 1                                |                                | Navalcarnero          |      |
| 08952 | Camino Casarrubios - Plaza de Toros        | 528 531 1                                             |                                | Navalcarnero          |      |
| 08950 | Constitución - Félix Serrano del Real      | 528 529 529A 531 539 1                                |                                | Navalcarnero          |      |
| 08954 | Constitución - Ctra. A-5                   | 528 529 529A 531 539                                  |                                | Navalcarnero          |      |
| 08639 | Ctra. A-5 - C.C. Madrid Xanadú             | 528 529 529A 529H 531 535 538 539 541 545 546 547 548 |                                | Móstoles              |      |
| 08977 | Av. Portugal - Concesionario               | 498 498A 499 529 529A 529H 531 535 5                  |                                | Móstoles              |      |
| 08975 | Av. Portugal - Pol. Ind. Las Monjas        | 529 529A 529H 531 535 5                               |                                | Móstoles              |      |
| 12337 | Av. Portugal - Restaurante                 | 529 529A 529H 531 5                                   |                                | Móstoles              |      |
| 19083 | Av. Portugal - Río Jalón                   | 524 529 529A 529H 531 5                               |                                | Móstoles              |      |
| 18532 | Av. Portugal - Rio Duero                   | 498 498A 499 519 522 524 526 529 529A 529H 531 535 5  |                                | Móstoles              |      |
| 16539 | Av. Portugal - Orense                      | 498 498A 499 529 529A 529H 531                        |                                | Móstoles              |      |
| 08606 | Av. Portugal - Juan de Ocaña               | 498A 499 529 529A 529H 531 535 5                      |                                | Móstoles              |      |
| 19275 | Av. Portugal - Est. Móstoles Central       | 498A 499 529 529A 529H 531 535 5                      | Móstoles Central               | Móstoles              |      |
| 08603 | Av. Portugal - Av. Cerro Prieto            | 526 529 529A 529H 531                                 |                                | Móstoles              |      |
| 09701 | Av. Alcalde de Móstoles - Bécquer          | 523 526 529 529A 529H 531                             |                                | Móstoles              |      |
| 11267 | Av. Alcalde de Móstoles - Pintor Velázquez | 523 529 529A 529H 531 4                               |                                | Móstoles              |      |
| 11884 | Margarita - Av. Alcalde de Móstoles        | 523 529 529A 531 4                                    |                                | Móstoles              |      |
| 11265 | Margarita - Gta. Los Jazmines              | 523 529 529A 531 4                                    |                                | Móstoles              |      |
| 08742 | Tulipán - Gta. Los Jazmines                | 522 529 529A 531 4                                    |                                | Móstoles              |      |
| 18853 | Hospital Rey Juan Carlos                   | 529 529A 529H 531 551 4                               |                                | Móstoles              |      |